# بذر بلور
بذر بلور (به انگلیسی: Seed crystal) قطعه کوچکی از یک بلور است که برای ساخت بلوری بزرگتر از همان ماده بکار می‌رود. برای رشد بلور بزرگتر می‌توان بذر بلور را در محلول ابراشباع یا محلول مایع آن ماده گذاشت و سپس سردش کرد یا بخار آن ماده را از روی بذر گذرانده تا سرد شود.
این روش رشددهی بلورها در ساخت نیمه‌رساناها کاربرد گسترده‌ای دارد.